# 劉乞歸
劉乞歸（?—?），北魏大臣，匈奴独孤部人。北魏孝文帝改革后，独孤姓改为刘姓。
劉乞歸是永安公刘罗辰曾孙，并州刺史刘殊晖之孙，武卫将军刘求引之子，魏昌、癭陶二县令、赠钜鹿太守劉尔头的兄长。劉仁之的伯父。太平真君年间，官至中散大夫。性情宽和，与世无争，未尝说过别人善恶。曾得病昼寝，有奴婢偷窃，刘乞归假装睡着没看见，也不泄露。此奴逃到柔然，他才笑着说出来，也没有生气的样子。魏献文帝末年，担任主客尚书。魏孝文帝初年，担任东雍州刺史，赐爵永安侯。卒。子刘嵩。